# ویگلزتاون (پنسیلوانیا)
ویگلزتاون (به انگلیسی: Weigelstown) یک منطقهٔ مسکونی در ایالات متحده آمریکا است که در شهرستان یورک، پنسیلوانیا واقع شده‌است. ویگلزتاون ۱۵٫۰ کیلومتر مربع مساحت و ۱۲٬۸۷۵ نفر جمعیت دارد.